# Madeleine-Sophie Barat
Madeleine-Sophie Barat (Joigny, 12 december 1779 – Parijs, 25 mei 1865) is een Franse heilige van de Katholieke Kerk.

## Biografie
In 1801 stichtte ze met Joseph Varin en drie andere postulanten de Sociëteit van het Heilig Hart (Zusters van Sacré-Coeur). Ze stichtte 105 huizen in verschillende landen.  Zo'n veertig jaar lang reisde ze de ruim honderd kloosters af die er onder haar bezielende leiding bij kwamen: niet alleen in Frankrijk, maar ook in Noord-Amerika (1818), Italië (1828), Zwitserland (1830), België (1834), Algiers (1841), Engeland (1842), Ierland (1842), Spanje (1846), Nederland (1848), Duitsland (1851), Zuid-Amerika (1853), Oostenrijk (1853) en Polen (1857).
Ze stierf in Parijs en werd heilig verklaard op 24 mei 1925 door paus Pius XI. Ze wordt herdacht op 25 mei (haar sterfdag).